# 渋谷区立渋谷本町学園
渋谷区立渋谷本町学園（しぶやくりつ しぶやほんまちがくえん）は、東京都渋谷区本町四丁目にある公立小学校・中学校（小中一貫校）。

## 概要
渋谷本町学園は、渋谷区内唯一の一体型の小中一貫教育校として教育活動に取り組んでいる。学園は都営地下鉄大江戸線の西新宿五丁目駅の南西方向、京王新線と都営地下鉄新宿線の初台駅の北方向に位置する。西新宿五丁目駅からは方南通りを西側に歩き、山手通りを渡った南西にある。初台駅からは甲州街道の東京オペラシティ側に出て、北に進み水道道路を突っ切って更に北に進むと、校庭と校舎が目に入る。

## 沿革
経緯
渋谷本町学園は、2012年（平成24年）4月1日、渋谷区立本町小学校、渋谷区立本町東小学校、渋谷区立本町中学校の以上3校を合併して、小中一貫教育校「渋谷区立渋谷本町学園」として設立された。
年表
- 1968年（昭和43年） - 「渋谷区立本町東小学校」は、NHK全国学校音楽コンクールに於いて最優秀賞を受賞。
- 1974年（昭和49年） - 「渋谷区立本町東小学校」は、NHK全国学校音楽コンクールに於いて優秀賞を受賞。
- 2012年（平成24年）
  - 4月1日 - 「渋谷区立小中一貫教育校、渋谷本町学園」として開校した[1]。
  - 4月1日 - 渋谷区研究指定校に指定される。
  - 4月6日 - 開校式、小学校入学式が区長・桑原敏武の出席の上挙行した[2]。
  - 5月19日 - 開校記念式典が区長桑原敏武の出席の上挙行した[3]。
- 2015年（平成27年）5月7日 - 平成27年度、東京都教育委員会、言語能力向上拠点中学校の指定受ける[4]。

## 教育方針
教育目標
人間尊重の理念を基盤とし、創造的な知性と感性に富み、心身ともに健康で、社会の変化に自ら対応できる心豊かな人間を育み、未来社会の形成者としての社会性を養い、広く国際社会において信頼と尊敬を得られる人間の育成を目指し、次の目標を設定する。
「よく考え、実行する人」「礼儀正しく、心豊かな人」「心身の健康に努め、たくましく生きる人」「自然と人間を愛し、社会につくす人」
小中一貫教育の目的と実施内容
目的
小中一貫教育は、小・中学校を連続した一つの期間として捉え、9年間を通して教育施設・教育内容・指導組織を一体化した教育により、「学力の確実な定着」「児童・生徒の学習習慣・社会性の育成」「望ましい自己意識や規範意識の育成」「学級・学校不適応による問題行動等の防止」などを進め、児童・生徒の「生きる力」を育成することを目指す。
実施内容
- 初等部 - 小学校の良さを生かした学級担任による指導。中等部や高等部の教員による専門性を生かしたスポーツと授業の実施。
- 中等部 - 教員の専門性を生かした一部教科担任制による授業の充実。5・6年生に段階的に50分授業や定期テストの導入。
- 高等部 - 高等学校、大学などとの積極的な連携。進路対策テストなどによる進路指導の充実。

小学校の児童数と教員数
| 年度     | 児童総数 | 1年生 | 2年生 | 3年生 | 4年生 | 5年生 | 6年生 | 教員数 | 職員数 |
| -------- | -------- | ----- | ----- | ----- | ----- | ----- | ----- | ------ | ------ |
| 平成23年 | 248人    | 61人  | 41人  | 46人  | 35人  | 28人  | 37人  | 18人   | 9人    |
| 平成24年 | 379人    | 87人  | 76人  | 60人  | 62人  | 47人  | 47人  | 27人   | 3人    |
| 平成25年 | 434人    | 96人  | 89人  | 78人  | 62人  | 60人  | 49人  | 26人   | 4人    |
| 平成26年 | 471人    | 73人  | 97人  | 88人  | 84人  | 67人  | 62人  | 26人   | 4人    |
| 平成27年 | 500人    | 84人  | 77人  | 97人  | 88人  | 97人  | 67人  | 27人   | 3人    |
| 平成28年 | 537人    | 95人  | 86人  | 83人  | 94人  | 93人  | 86人  | 33人   | 3人    |
| 平成29年 | 564人    | 109人 | 94人  | 85人  | 85人  | 96人  | 95人  | 31人   | 2人    |
| 平成30年 | 565人    | 101人 | 108人 | 93人  | 83人  | 83人  | 97人  | 32人   | 3人    |
| 令和元年 | 565人    | 98人  | 99人  | 107人 | 94人  | 85人  | 82人  | 33人   | 3人    |
| 令和2年  | 605人    | 122人 | 102人 | 98人  | 107人 | 89人  | 87人  | 32人   | 3人    |
| 令和3年  | 624人    | 116人 | 119人 | 98人  | 98人  | 102人 | 91人  | 35人   | 3人    |
| 令和4年  | 653人    | 120人 | 116人 | 120人 | 94人  | 99人  | 104人 | 34人   | 3人    |
| 令和5年  | 665人    | 128人 | 118人 | 114人 | 116人 | 93人  | 96人  | 34人   | 5人    |

中学校の児童数と教員数
| 年度     | 児童総数 | 1年生 | 2年生 | 3年生 | 教員数 | 職員数 |
| -------- | -------- | ----- | ----- | ----- | ------ | ------ |
| 平成23年 | 58人     | 29人  | 17人  | 12人  | 15人   | 4人    |
| 平成24年 | 153人    | 100人 | 32人  | 21人  | 18人   | 4人    |
| 平成25年 | 201人    | 69人  | 100人 | 32人  | 19人   | 4人    |
| 平成26年 | 232人    | 58人  | 71人  | 103人 | 21人   | 4人    |
| 平成27年 | 191人    | 58人  | 59人  | 74人  | 20人   | 4人    |
| 平成28年 | 188人    | 71人  | 59人  | 58人  | 19人   | 4人    |
| 平成29年 | 201人    | 73人  | 68人  | 60人  | 23人   | 4人    |
| 平成30年 | 213人    | 71人  | 75人  | 67人  | 20人   | 6人    |
| 令和元年 | 211人    | 63人  | 74人  | 74人  | 17人   | 5人    |
| 令和2年  | 199人    | 57人  | 64人  | 78人  | 18人   | 5人    |
| 令和3年  | 194人    | 66人  | 61人  | 67人  | 18人   | 5人    |
| 令和4年  | 195人    | 65人  | 66人  | 64人  | 19人   | 5人    |
| 令和5年  | 205人    | 74人  | 64人  | 67人  | 21人   | 6人    |

## 学校行事
放課後クラブ
放課後クラブは、保護者の就労状況にかかわらず、全ての児童を対象とし、学校や地域との連携により、児童一人一人を健やかに育てていくための事業。校庭、体育館、図書館、特別教室など、学校施設を活用して活動する。
校外学習
渋谷区立小中学校の児童・生徒たちが、校外学習を行う宿泊施設があり、学校が使用しない期間は社会教育団体に開放している。利用資格は区内在住、在勤者を主とする社会教育団体。
- 山中高原学園 - 〒401-0501 山梨県南都留郡山中湖村山中263（℡0555-62-0595）
- 冨山高原学園 - 〒299-2216 千葉県南房総市久枝784（℡0470-57-2130）

## 通学区域
子供が通学する学校は、住所により指定されている、また、2004年（平成16年）から学校選択希望制を導入しており、入学を希望する学校を選べる。学校選択希望制は、現行の通学区域を維持したうえで、通学区域外の学校を希望することが出来る制度で、特色のある学校づくりや地域に開かれた学校づくりを推進し、区民から選ばれる学校づくり等を図る。
小学校の住所別通学区域
| 本町二丁目 | 本町三丁目 | 本町四丁目 | 本町五丁目 | 本町六丁目 |
| ---------- | ---------- | ---------- | ---------- | ---------- |
| 全域       | 全域       | 全域       | 1番 - 33番 | 1番 - 32番 |

中学校の住所別通学区域
| 本町一丁目 - 四丁目 | 本町五丁目 | 本町六丁目 |
| ------------------- | ---------- | ---------- |
| 全域                | 1番 - 33番 | 1番 - 32番 |

通学区域では調整区域を設けている、通学の距離等を考慮し保護者の申請により指定校の変更が出来る区域。
小学校の調整区域
| 希望校             | 指定校     | 町丁名     | 番   |
| ------------------ | ---------- | ---------- | ---- |
| 渋谷本町学園小学校 | 幡代小学校 | 本町一丁目 | 全域 |

## 学区/校区内の主な施設
官公施設
- 警視庁代々木警察署（本町一丁目11番）
- 渋谷消防署代々木出張所（本町一丁目6番）
- 東京消防庁消防技術安全所（幡ヶ谷一丁目13番）
- 渋谷区立幡ヶ谷社会教育館（幡ヶ谷二丁目49番）
- 幡ヶ谷保健相談所（幡ヶ谷三丁目39番）
- はつらつセンター幡ヶ谷（幡ヶ谷二丁目19番）
- 渋谷区立本町図書館（本町一丁目33番）

教育施設
- 帝京短期大学（本町六丁目31番）
- 関東国際高等学校（本町三丁目2番）
- 渋谷区立中幡小学校（幡ヶ谷三丁目49番）
- 渋谷区立幡代小学校（初台一丁目32番）

医療
- クロス病院（幡ヶ谷二丁目18番）
- 初台リハビリテーション病院（本町三丁目53番）
- 内藤病院（初台一丁目35番）

その他
- 新国立劇場（本町一丁目1番）

## 交通
鉄道
- 都営地下鉄大江戸線 - 西新宿五丁目駅（新宿駅、光が丘駅行）徒歩約12分。
- 京王新線 - 初台駅（新宿駅、京王八王子駅行）、都営地下鉄新宿線 - 初台駅（本八幡駅、笹塚駅行）徒歩約7分。

路線バス
- 都営バス - 渋66系統、新国立劇場駅（渋谷駅行、阿佐ヶ谷駅行）徒歩約6分。
- 京王バス - 宿45系統、幡ヶ谷不動尊駅（中野駅、新宿駅西口行）徒歩約4分、渋63系統、新国立劇場駅（渋谷駅、中野駅行）徒歩約6分、渋64系統、関東国際高校駅（渋谷駅、中野駅行）徒歩約4分、渋66系統、新国立劇場駅（渋谷駅、阿佐ヶ谷駅行）徒歩約6分。
- ハチ公バス 本町・笹塚循環春の小川ルート - 本町小学校駅（笹塚駅行）、関東国際高校駅（笹塚駅行）、不動通り入口駅（世田谷区役所駅行）徒歩約4分。

## ギャラリー
- 東側公道に面した正門を見る（2015年1月撮影）
- 北東角の公道から校舎北面を見る（2015年1月撮影）
- 北東角の公道から校舎東面を見る（2015年1月撮影）
- 北側公道から校舎の北西側を見る（2015年1月撮影）
- 北西角の公道から校舎北東側を見る（2015年1月撮影）
- 東側公道の正門から校舎通路を見る（2015年1月撮影）
- 南東公道角から東側公道と校舎を見る（2015年1月撮影）
- 南東公道角から南側公道と校舎を見る（2015年1月撮影）
- 南側公道から南東側公道を見る（2015年1月撮影）
- 南側公道から南西側公道と校舎を見る（2015年1月撮影）
- 南側公道から体育館の入口を見る（2015年1月撮影）
- 南側公道から体育館と校舎を見る（2015年1月撮影）